# (9055) Edvardsson
(9055) Edvardsson (1992 DP8) – planetoida z grupy pasa głównego asteroid okrążająca Słońce w ciągu 4,69 lat w średniej odległości 2,8 au. Odkryta 29 lutego 1992 roku.